# Главное управление МВД России по городу Санкт-Петербургу и Ленинградской области
Главное управление Министерства внутренних дел Российской Федерации по городу Санкт-Петербургу и Ленинградской области (ГУ МВД России по г. Санкт-Петербургу и Ленинградской области) (ранее. ГУВД Санкт-Петербурга и Ленинградской области) — единственный территориальный орган МВД России на межрегиональном уровне (Санкт-Петербург и Ленинградская область).
Основными задачами ведомства являются обеспечение безопасности, прав и свобод граждан, пресечение и раскрытие преступлений, охрана общественного порядка.
ГУ МВД России по г. Санкт-Петербургу и Ленинградской области возглавляет начальник, которого назначает и отстраняет от должности Президент России по представлению Министра внутренних дел Российской Федерации. В настоящее время начальником ГУ МВД России по Санкт-Петербургу и Ленинградской области является генерал-лейтенант полиции Роман Юрьевич Плугин (назначен 28 февраля 2019 года).
Юридический адрес подразделения: 191015, Санкт-Петербург, Суворовский пр., д. 50/52.

## История
С основания Санкт-Петербурга полицейскими и судебными функциями ведала «Расправная палата» и иногда «Городовая» (градостроительная) канцелярия, подчинявшиеся Губернской канцелярии при губернаторе города.
Полицейское управление было основано в мае 1718 года Петром I. Он назначил генерал-полицмейстером столичной (тогда петербургской) и российской полиции своего денщика Антона Мануилловича Девиера, и написал для него «пункты» — полицейские обязанности.
В 1917 году полиция была реформирована в милицию Петрограда.
10 июля 1942 года пожарная охрана НКВД Ленинграда награждена орденом Ленина.
5 августа 1944 года награждена орденом Красного Знамени.
В августе 2010 года на совещании по поводу реформирования органов внутренних дел Президент РФ Дмитрий Медведев отметил: «На мой взгляд, пришла пора вернуть милиции её прежнее название и именовать в дальнейшем наши органы правопорядка полицией». По заявлению главы государства, милиция перестала носить тот народный, рабоче-крестьянский характер в лице «дружинников в погонах», который был ей присущ в 1917 году. Таким образом, переименование милиции в полицию является вполне закономерным решением, логичным шагом в развитии системы правоохранительных органов страны и её интеграции в мировое полицейское сообщество, и в 2011 году милиция Петербурга стала называться «Полиция Санкт-Петербурга».

## Начальник ГУ МВД России по г. СПб и Ленобласти
Должность обер-полицмейстера как помощника генерал-полицмейстера учреждена в 1766 году. Губернаторской реформой 1775 года обер-полицмейстеру передано управление городской полицией (с 1780), должность генерал-полицмейстера упразднена. Обер-полицмейстер назначался Сенатом, подчинялся генерал-губернатору; руководил Управой благочиния, отвечал за спокойствие и порядок в городе, возглавлял пожарную охрану, «надзирал» за торговлей, городским благоустройством и санитарным состоянием, следил за соблюдением законов и предписаний высших и центральных учреждений, выполнением решений судебных органов. Должность обер-полицмейстера упразднена в 1871 в связи с учреждением в Петербурге градоначальства. В 1881—1883 в условиях роста революционного движения временно восстанавливалась.

### Генерал-полицмейстер
- Антон Девиер (1722—1727)
- Миних, Бурхард Кристоф (1728—1734)

### Санкт-Петербургский обер-полицмейстер
- Лопухин, Пётр Васильевич (и. д. 1779; 1780-83)
- Тарбеев, Петр Петрович (1783—1784)
- Рылеев, Никита Иванович (1783—1784)
- Глазов, Павел Михайлович (1793—1796)
- Чулков, Ефим Мартемьянович (1796—1797)
- Муравьёв, Николай Фёдорович (1797—1798)
- Лисаневич, Василий Иванович (1798—1800)
- Рачинский, Антон Михайлович (май — окт. 1800)
- Зильбергарниш, Густав Карлович (окт. — нояб. 1800)
- Аплечеев, Александр Андреевич (1800—1801)
- Овсов, Николай Сергеевич (1801—1802)
- Эртель, Фёдор Фёдорович (1802—1808)
- Балашов, Александр Дмитриевич (1808—1809)
- Папков, Пётр Афанасьевич (1809—1810)
- Голенищев-Кутузов Павел Васильевич (1810—1811)
- Горголи, Иван Саввич (1811—1821)
- Гладков, Иван Васильевич (1821—1825)
- Шульгин, Александр Сергеевич (1825—1826)
- Княжнин, Борис Яковлевич (1826—1828)
- Шкурин, Александр Сергеевич (1828—1829)
- Дершау, Карл Фёдорович (и. д., 1829—1830)
- Кокошкин, Сергей Александрович (1830—1847)
- Галахов, Александр Павлович (1847—1856)
- Бларамберг, Ипполит Иванович (и. д., 1856-57)
- Шувалов, Пётр Андреевич (1857—1860)
- Потапов, Александр Львович (июнь — нояб. 1860)
- Паткуль, Александр Владимирович (1860—1862)
- Анненков, Иван Васильевич (1862—1866)
- Фёдор Трепов (1866—1873)
- Александр Козлов (13 августа 1881 — 26 июля 1882)
- Грессер, Пётр Аполлонович (1882—1883)

### Начальники Милиции Ленинграда (ГУВД Ленинграда и Ленинградской области)
- Ворошилов, Климент Ефремович (1917—1918)
- Роцкан, Пётр Эдуардович (1920—1921), начальник милиции Петрограда
- Кишкин, Владимир Александрович (авг. 1920 — июль 1921), начальник Петроградского губернского УГРО
- Петерсон, Ян Янович (1931—1934) начальник милиции Ленинграда и области
- Грушко, Евгений Семенович (1939—1944), начальник управления милиции Ленинграда
- Иванов, Иона Иванович (1944—1949), начальник управления милиции Ленинграда
- Лагуткин, Емельян Сергеевич (март 1948 — февраль 1949)
- Шикторов, Иван Сергеевич (февраль 1949 — 29 октября 1949)
- Филиппов, Тарас Филиппович (29 октября 1949 — 19 марта 1953), начальник УМВД Ленинградской области.
- Богданов, Николай Кузьмич (16 марта 1953 — 5 мая 1955)
- Коновалов, Пётр Георгиевич (1955—1959)
- Абрамов, Иван Николаевич (1959 — январь 1962), начальник УВД исполкома Ленинградского областного Совета трудящихся
- Соколов, Александр Иванович (март 1962—1972)
- Кокушкин, Владимир Иванович (1972—1983)
  - заместитель Карлов, Георгий Михайлович
  - заместитель Смирнов, Николай Владимирович,
  - заместитель Михайлов, Михаил Иванович,
  - заместитель Бахвалов, Анатолий Лаврентьевич,
  - заместитель Цветков, Эльмир Михайлович
- Курков, Анатолий Алексеевич (ноябрь 1983 — май 1989)
- Вощинин, Геннадий Петрович (май 1989 — июль 1991)

### Начальник ГУВД Санкт-Петербурга и Ленинградской области
- Аркадий Крамарев (5 ноября 1990 — 13 апреля 1994)[2]
- Юрий Лоскутов (1994—1996)[3]
- Анатолий Пониделко (с конца 1996 г. по июнь 1998 г.)
- Виктор Власов (Июнь 1998 — ноябрь 1999 года)
- Вениамин Григорьевич Петухов (1999—2002)
- Михаил Ваничкин (2002[4]—2006)
- Владислав Пиотровский (2006—2011)

### Начальник ГУ МВД России по г. Санкт-Петербургу и Ленинградской области
Начальника ГУ МВД России по городу Санкт-Петербургу и Ленинградской области назначает и освобождает от должности Президент России по представлению Министра внутренних дел Российской Федерации.
- Михаил Суходольский (11 июня 2011 года — 10 февраля 2012 года).
- Сергей Умнов (c 11 февраля 2012 года)
- Роман Плугин (Указ Президента Российской Федерации от 28 февраля 2019 года), генерал-лейтенант полиции[5]

## Награды
| Орден Красного Знамени — 1944 | 5 августа 1944 года Указом Президиума Верховного Совета СССР за заслуги в деле поддержания правопорядка в период блокады и после её окончания, а также успехи в борьбе с преступностью Ленинградская городская милиция была награждена орденом Красного Знамени. В указе отмечено: За образцовое выполнение заданий правительства в условиях Отечественной войны, за доблесть и мужество, проявленные личным составом, наградить Ленинградскую городскую милицию орденом Красного Знамени. С этого времени до упразднения советских почётных званий и переименования милиции в полицию официальное название организации — Ленинградская Краснознамённая милиция. |